# Prokinetoplastina
Prokinetoplastina es un grupo de protistas flagelados de agua dulce o marinos, parásitos o endosimbiontes. Comprende dos géneros:
- Ichthyobodo. Son organismos ectoparásitos de agua dulce o marinos, con múltiples cinetoplastos y dos flagelos que se originan en una invaginación o bolsillo que se continúa en un surco.
- Perkinsela. Son endosimbiontes de ciertas amebas, aunque no encerrados en la membrana parasitófora, con células ovales, no flageladas y con un único gran cinetoplasto.